# (6397) 1991 BJ
A (6397) 1991 BJ a Naprendszer kisbolygóövében található aszteroida. Tsutomu Hioki és Shuji Hayakawa fedezte fel 1991. január 17-én.